# Ikonnikovia kaufmanniana
Ikonnikovia kaufmanniana är en triftväxtart som först beskrevs av Eduard August von Regel, och fick sitt nu gällande namn av Igor Alexandrovich Linczevski. Ikonnikovia kaufmanniana ingår i släktet Ikonnikovia och familjen triftväxter. Inga underarter finns listade i Catalogue of Life.